# Квинт Фулвије Флак
Квинт Фулвије Флак (лат. Quintus Fulvius Flaccus, до око 205. п. н. е.) је био римски политичар, војсковођа и четири пута римски конзул и једном цензор. Истакао се као војсковођа за време Другога пунскога рата. Заслужан је за освајање Капуе 211. п. н. е. након дуге опсаде.

## Прва два конзулата
Син је конзула Марка Фулвија Флака. Квинт Фулвије је по први пут био изабран за конзула 237. п. н. е. заједно са Луцијем Корнелијем Лентулом. Заједно су се борили против Лигура у северној Италији и због победе над Лигурима заслужили су тријумф. По други пут је за конзула изабран током 224. п. н. е. заједно са Титом Манлијем Торкватом. Римљани су одлучујућом победом над Галима током 225. п. н. е. у бици код Теламона започели период покоравања Цисалпинске Галије, тј Падске низије. Римски циљ је био да се истерају Гали из Падске низије. Квинт Фулвије Флак и Тит Манлије су са великом војском покорили Боје.

## Урбани претор
Изабран је током 215. п. н. е. за урбанога претора. Сенат му је доделио заповедништво над флотом од 25 бродова са задатком да брани обалу у близини Рима. У то време дошло је до побуне на Сардинији, а претор Сардиније Квинт Муције Сцевола је био болестан. Квинт Фулвије је добио задатак од Сената да регрутује 5.000 пешака и 400 коњаника и да их пошаље на Сардинију. Уместо Квинта Муција Флак је одабрао Тита Манлија Торквата као команданта војске на Сардинији, а Тит је успешно угушио Хампсикорину побуну на Сардинији и победио Хаздрубала Ћелавога у бици код Корнуса.
Током 214. п. н. е. Квинт Фулвије је поново изабран за урбанога претора и по одлуци Сената требало је да командује у одсуству конзула. Током 213. п. н. е. био је командант коњице за време диктатора Гаја Клаудија Центона.

## Заузимање Ханоновога логора крај Беневента
По трећи пут изабран је за конзула 212. п. н. е. заједно са Апијем Клаудијем Пулхером. Добио је команду у Кампанији, па је са војском најприје кренуо до Беневента. Крај Беневента је Ханон Старији оформио логор на доста неприступачном месту и ту је складиштио жито, које је онда одатле превожено даље до Капуе. Веома важно је било снабдевати велики град Капуу, значајнога картагињанскога савезника, који се налазио под римском опсадом. Због великога броја сељака и кола Ханонов логор је био у нереду, па је то Квинт Фулвије искористио и изненада је ноћу напао Ханонов логор. Ипак пошто није успео да заузме неприступачан логор предложио је да се повуку и да поново нападну следећега дана. Међутим војска је била огорчена таквим наређењем и били су спремни да наставе напад, па је конзул Квинт Фулвије Флак одустао од наређења. Храброшћу војске заузео је велики непријатељски логор. Том приликом погинуло је 10.000 Картагињана, а 7.000 их је заробљено. Заробили су велику количину жита, много товарних животиња и кола. Било је ту и много плена, који је Ханон сакупио пљачкањем околних територија. Након рушења непријатељскога логора вратио се у Беневент, где је стигао други конзул Апије Клаудије Пулхер. Оба конзула су плен делом продали, а делом расподелили. Ханон Старији се није налазио у логору за време његовога пада, а након пада повукао се у Брутиј. Ханонов пораз је био тежак ударац за Капуу, која је остала под римском опсадом без снабдевања.

## Битка код Капуе
Оба римска конзула након победе запутила су се 212. п. н. е. са својим војскама према Капуи. Након пораза крај Беневента Капуа је молила Ханибала да пошаље помоћ, а он је послао 2.000 нумиђанскох коњаника. Конзули су наредили Тиберију Семпронију Граху да дође из Луканије и да штити Беневент. Грах је убијен у једној заседи у Луканији. Два конзула пустошила су територију Капуе, а онда су у једном Магоновом испаду изгубили 1.500 војника. Римљани су чекали појачање, па да почну са општим нападом, али појачање је стигло противничкој страни. Ханибал је дошао у Кампанију и након три дана изазвао је римску војску на битку. Чим је започела битка римска војска је била у проблемима због нумиђанске коњице, која је надјачала римску коњицу. Долазак непознате коњице са југа, за коју се касније показало да је римска, довело је до повлачења обе војске.

## Наставак опсаде Капуе
Пошто нису ништа постигли у бици крај Капуе, оба конзула су одлучила да раздвоје војску и да се повулу из Кампаније. Циљ им је према Титу Ливију био да се Ханибал одвуче од Капуе. Квинт Фулвије Флак је отишао у околину Куме, а Пулхер у Луканију. Ханибал је кренуо за Апијем Клаудијем Пулхером, али он је успео да умакне. Ханибал је нешто касније збрисао велику римску војску у бици крај Силаруса. Од 16.000 војника преживело је само 1.000. Пошто је Ханибал након победе кренуо у Апулију, са циљем да нападне Брундисиум, оба римска конзула су одлучили да се врате до Капуе и да је поново опседају.

## Као проконзул крај Капуе
Током 211. п. н. е. за конзуле су изабрани Гнеј Фулвије Центумал и Публије Сулпиције Галба, а Квинт Фулвије Флак је задржао империјум као проконзул. Заједно са Апијем Клаудијем Пулхером задржао је команду и задатак да настави опсаду Капуе док год је не заузму. Они су спровели темељиту опсаду Капуе, па се у граду почела осећати глад. Када је Ханибал поново дошао да помогне Капуи римска војска се нашла у проблемима. Квинт Фулвије Флак је једва успео да спречи Ханибала да са војском освоји римски логор. Иако су Картагињани били јачи у коњици имали су проблема у снабдевању коња. Осим тога римска војска је избегавала отворену битку, а Ханибал са коњицом није могао да освоји римски логор, па се због тога опсада Капе наставила.

## Ханибал напада Рим да дигне опсаду Капуе
Ханибал је онда одлучио да крене на Рим, не би ли тако натерао Римљане да дигну опсаду Капуе. Ханибал је подигао логор на око 7 километара од Рима, што је изазвало панику у Риму. Када је Квинт Фулвије Флак сазнао да је Ханибал кренуо према Риму део војске је оставио да настави са опсадом, а он је са 15.000 пешака и 1.000 коњаника кренуо према Риму. Када је Сенат сазнао да долази проконзул Флак добио је од Сената конзуларну моћ. Према Полибију у Риму се тада случајно нашло довољно војске, па Ханибал није могао да крене да заузме град. Према Ливију Квинт Фулвије је стигао у Рим пре Ханибала. Пошто је Рим имао довољно војске Ханибал је знао да не може да га зауме, па је кренуо да се повлачи на југ.

## Окрутни Флакови поступци приликом предаје Капуе
Квинт Фулвије Флак се вратио до Капуе и наставио је са опсадом. Капуа се нашла у безизлазном положају и у града је завладала велика глад. Пред коначну предају града 27 сенатора Капуе је само себи отровом прекратило живот. Након предаје Капуе Апије Клаудије Пулхер се није слагао са Флаком по питању поступка према капуанским сенаторима, па је отишао по инструкције у Рим остављајући Флака да сам командује. Квинт Фулвије Флак је искористио прилику и погубио је све преживеле сенаторе Капуе, не чекајући одлуку Рима. Становништво Капуе је продано у робље. Флак је и током 210. п. н. е. био проконзул у Капуи, али само са једном легијом.

## Четврти пут конзул
По четврти пут је изабран за конзула 209. п. н. е. заједно са Фабијем Максимом. Добио је команду у Брутијуму и Луканији, где је успешно покорио неколико градова. Током 208. п. н. е. био је проконзул у Капуи, а током 207. п. н. е. командовао је двема легијама у Брутијуму.